# Giancarlo De Sisti
Giancarlo De Sisti  (ur. 13 marca 1943 w Rzymie) – były włoski piłkarz występujący na pozycji pomocnika oraz trener. Srebrny medalista MŚ 70.
Zawodową karierę zaczynał w Romie, jednak najlepszy okres spędził w Fiorentinie, gdzie grał w latach 1965–1974. Z Romą w 1961 znalazł się w marginalnej roli (1 mecz w rozgrywkach) wśród zwycięzców Pucharu Miast Targowych (1961). Trzy lata później triumfował w Coppa Italia, po raz drugi wywalczył Puchar Włoch w 1966, już w barwach Fiorentiny. Z popularną Violą zdobył także Puchar Mitropa, a w 1969 został mistrzem kraju. W 1974 wrócił do Rzymu, barw Romy bronił do 1979.
W reprezentacji Włoch zagrał 29 razy i strzelił 4 bramki. Debiutował 1 listopada 1967 w meczu z Cyprem, ostatni raz zagrał w 1972. W 1968 został mistrzem Europy. Podczas MŚ 70 wystąpił we wszystkich meczach Italii.